# Turnia Rajtara
Turnia Rajtara – turnia o wysokości 2213 m n.p.m. w Dolinie Młynickiej na zachodnim żebrze Szatana w Grani Baszt w słowackich Tatrach Wysokich. Jest to tzw. Żebro Rajtara. Nieco poniżej połowy swojej wysokości rozgałęzia się ono na dwa ramiona, między którymi znajduje się urwista depresja. Turnia Rajtara znajduje się w prawym (patrząc od dołu) ramieniu żebra. Ma charakterystyczny trójzębny wierzchołek podobny do korony. Między turnią a górną częścią żebra znajduje się przełączka, do której turnia opada 15-metrowym uskokiem. W przełączce jest kilka zaklinowanych olbrzymich głazów.
Przez Turnię Rajtara prowadzi z dna Doliny Młynickiej droga wspinaczkowa na grań Szatana Prawym ramieniem zachodniego żebra. Przejście przez turnię to V, miejsca A0 w skali tatrzańskiej. Najwygodniej opuścić turnię na środkowym zębie (około 20 metrowy zjazd).
Autorem nazwy turni jest Władysław Cywiński. Upamiętnił nią jednego z dwóch słowackich taterników (Pavol Rajtar i Igor Treskoň), którzy jako pierwsi przeszli tą turnią 21 lipca 1963 r.

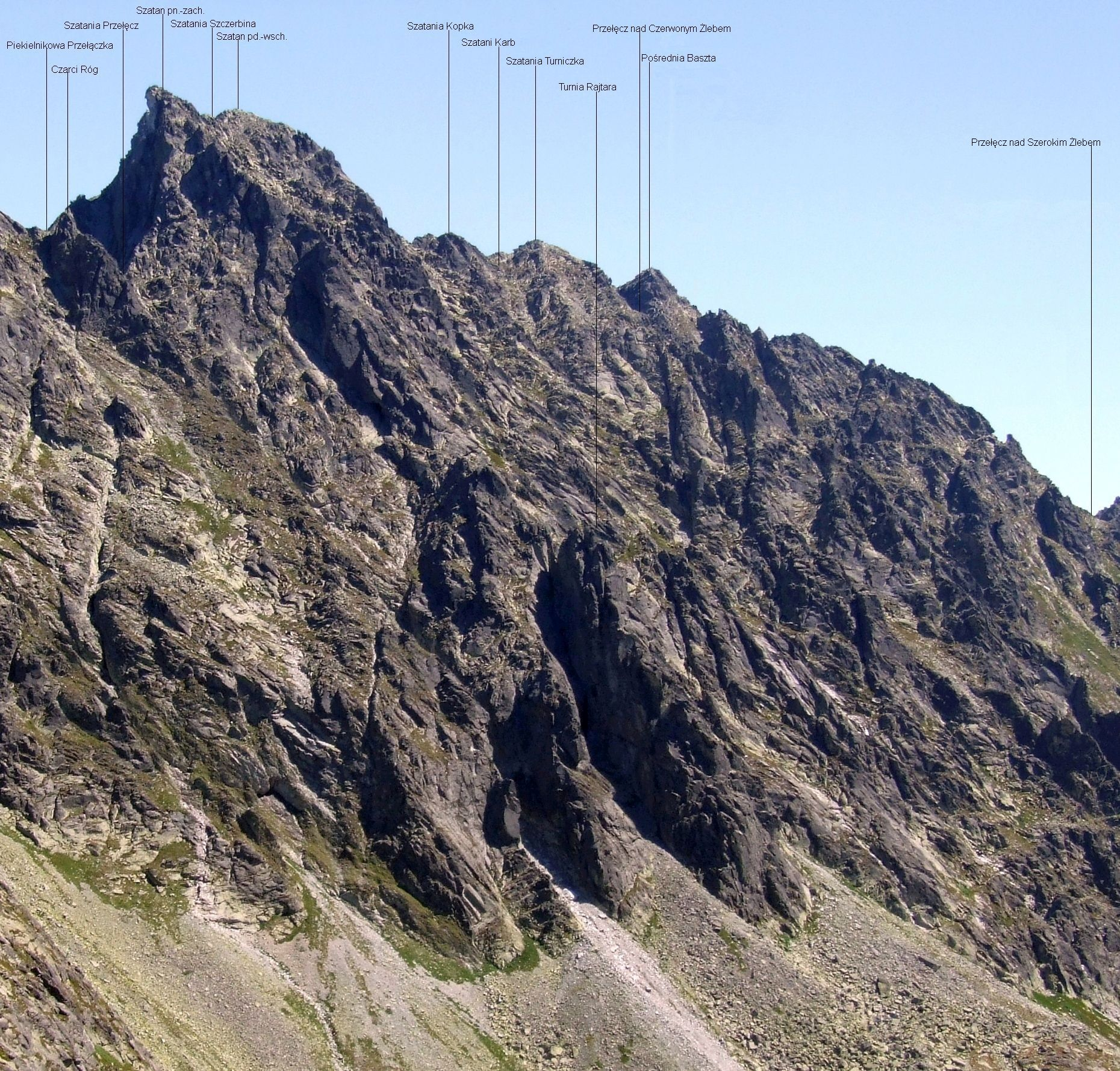
Widok z podejścia na Bystrą Ławkę